# Ѥ
Cette page contient des caractères spéciaux ou non latins. S’ils s’affichent mal (▯, ?, etc.), consultez la page d’aide Unicode.
Ѥ (minuscule : ѥ), appelé é yodisé ou ié, est une lettre archaïque de l’alphabet cyrillique. Elle est prononcée yé [je]. Elle fut utilisée dans l’alphabet slavon.
C'est la version ligaturée de la lettre Э (prononcée é [e]).

## Formes et variantes
En russe, elle a disparu après le XVIe siècle, car elle était devenue simplement inutile. En effet, lorsque l'accent tonique d'un mot se trouve sur la lettre jé ‹ е ›, on prononce alors « yé », il y a donc double-emploi.

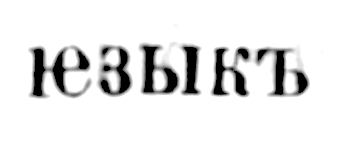
Mot bulgare avec le é yodisé ayant la forme imprimée d’un ié yodisé en 1865.

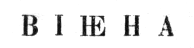
Вiѥна dans Момчилова, Описанiѥ на светыя градъ Iерусалимъ, 1865.

Au XIXe siècle, le é yodisé a parfois la forme du ié yodisé ‹ ꭡ › en bulgare.

## Représentations informatiques
L’é yodisé peut être représenté avec les caractères Unicode suivants :
| formes    | représentations | chaînes de caractères | points de code | descriptions                         |
| --------- | --------------- | --------------------- | -------------- | ------------------------------------ |
| capitale  | Ѥ               | Ѥ                     | U+0464         | lettre majuscule cyrillique é yodisé |
| minuscule | ѥ               | ѥ                     | U+0465         | lettre minuscule cyrillique é yodisé |

## Sources
- (sr) Gordana Jovanović, Jasmina Grković-Major, Zoran Kostić et Viktor Savić, Стандардизација старословенског ћириличког писма и његова регистрација у Уникоду, Belgrade, Српска Академија Наука И Уметности, coll. « Научни скупови » (no CXXV),‎ 2009 (ISBN 978-86-7025-494-7, lire en ligne)